# 11 Karpacki Pułk Artylerii Lekkiej
11 Karpacki Pułk Artylerii Lekkiej (11 pal) – oddział artylerii lekkiej Wojska Polskiego w II Rzeczypospolitej.

## Formowanie i walki
11 pułk artylerii polowej (11 pap) sformowany został 1 października 1921 w garnizonie Stanisławów z połączenia III dywizjonu 5 pułku artylerii polowej stacjonującego wówczas w Kamionce Strumiłowej i II dywizjonu 12 pułku artylerii polowej stacjonującego w Gajach Wielkich koło Tarnopola. Dowództwo pułku zorganizowane zostało na bazie dowództwa XI Brygady Artylerii. Obydwa dywizjony brały udział w wojnie z Ukraińcami i bolszewikami. Po utworzeniu jednostki III/5 pap przemianowany został na I dywizjon, a II/12 pap – II dywizjon.
III dywizjon 5 Lwowskiego pułku artylerii polowej powstał w czerwcu 1919 (m.p. Kamionka Strumiłowska). Dywizjon trzybateryjny, baterie czterodziałowe bez jaszczy, 7 bateria miała austriackie polówki 80 mm (8 cm FK M.5), 8 bateria rosyjskie trzycalówki 76,2 mm, a 9 austriackie haubice 100 mm. W trakcie działań wojennych baterie były stopniowo przezbrajane w armaty francuskie 75 mm.
II dywizjon 12 Kresowego pułku artylerii polowej (m.p. Gaje Wielkie k. Tarnowa). Dywizjon trzybateryjny, baterie czterodziałowe wyposażone w armaty francuskie 75 mm. Przybył do Polski w lipcu 1919 r. wraz z 6 Dywizją „Błękitnej Armii” gen. Hallera. Oba dywizjony zapisały się chwalebnie w czasie działań wojennych 1920 r. III dywizjon zakończył swój szlak bojowy pod Chmielnikiem, a II dywizjon pod Zbarażem.
We wrześniu 1920 pułk dysponował 75 mm armatami francuskimi.

### Kawalerowie Virtuti Militari
| Żołnierze pułku odznaczeni Krzyżem Srebrnym Orderu Wojskowego Virtuti Militari | Żołnierze pułku odznaczeni Krzyżem Srebrnym Orderu Wojskowego Virtuti Militari | Żołnierze pułku odznaczeni Krzyżem Srebrnym Orderu Wojskowego Virtuti Militari |
| ------------------------------------------------------------------------------ | ------------------------------------------------------------------------------ | ------------------------------------------------------------------------------ |
| mjr Jan Antoni Filipowicz                                                      | por. Roman Kostorkiewicz nr 868                                                | plut. Władysław Kufta                                                          |
| kpr. Ludwik Pachel                                                             | ogn. Ludwik Purchla                                                            | ogn. Kasper Szal                                                               |
| kpr. Antoni Świerz                                                             | por. Stanisław Jan Turek                                                       | por. dr Jan Wilusz                                                             |
| kpr. Wojnarowicz                                                               |                                                                                |                                                                                |

Ponadto 20 oficerów i 32 szeregowych został odznaczonych Krzyżem Walecznych. Wśród tych kawalerów był por. Jarosław Stachowski, odznaczony trzykrotnie.

## Pułk w okresie pokoju

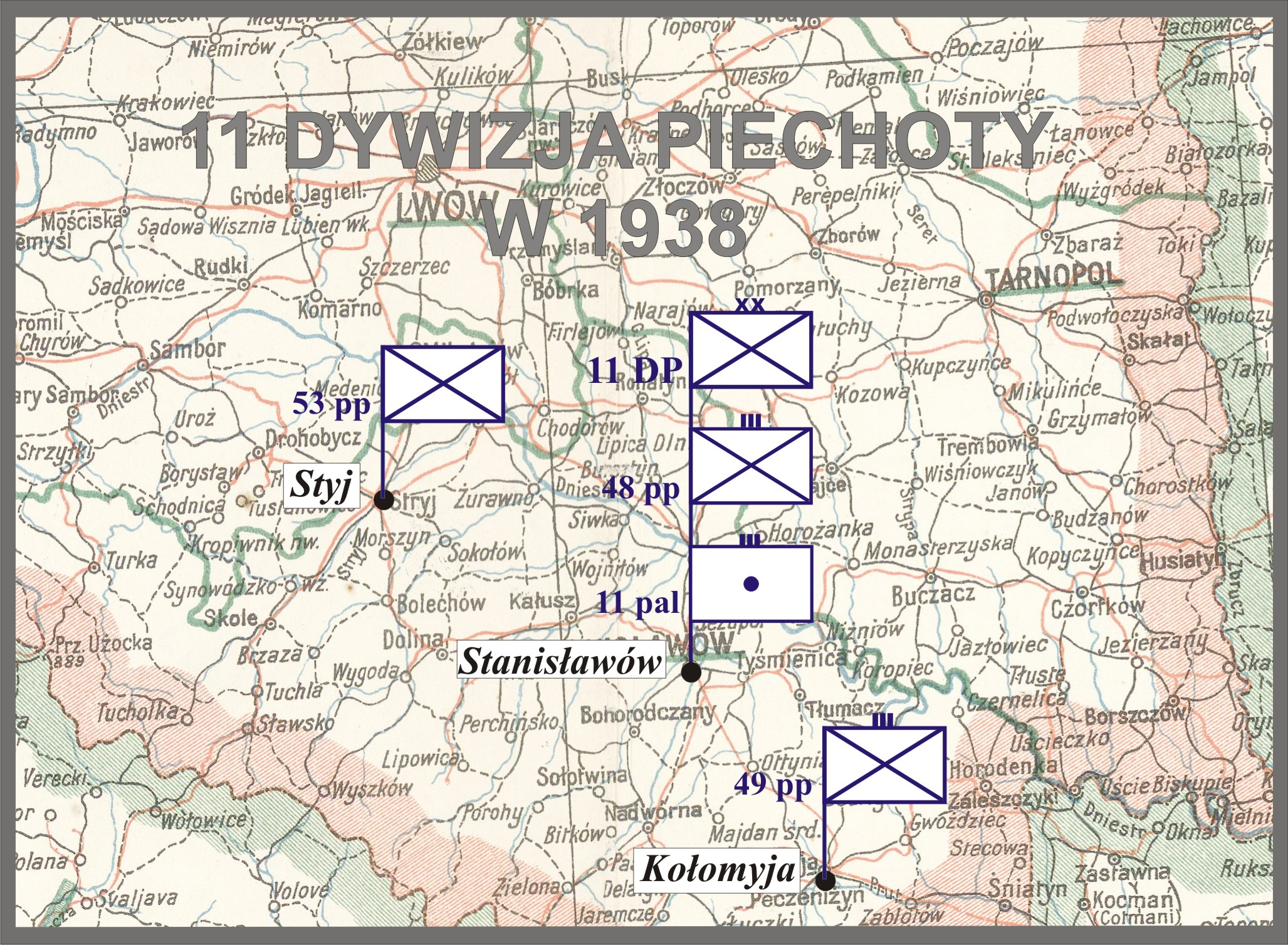
11 Dywizja Piechoty w 1938

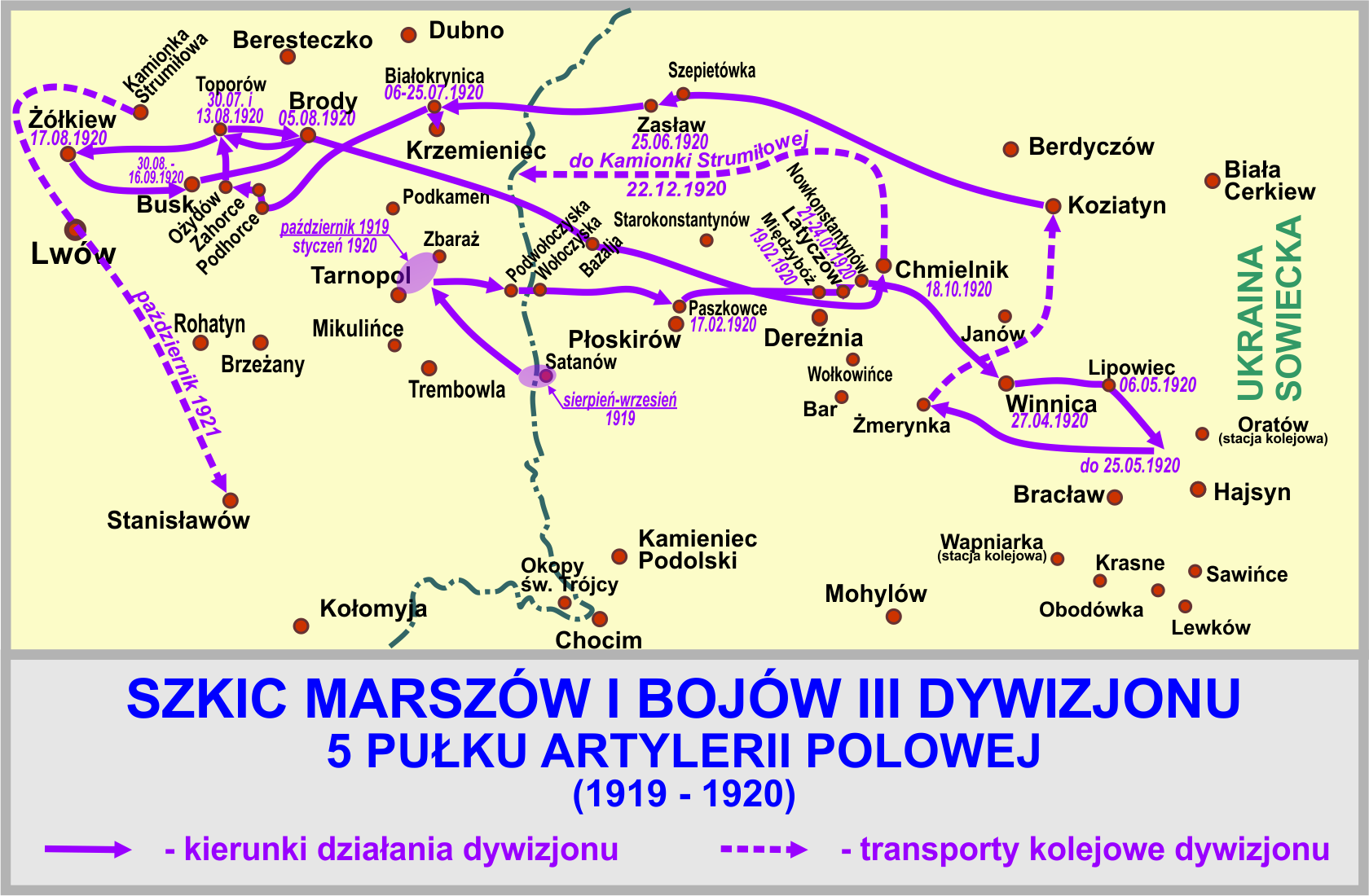
Dywizjon współtworzył pułk (1921)

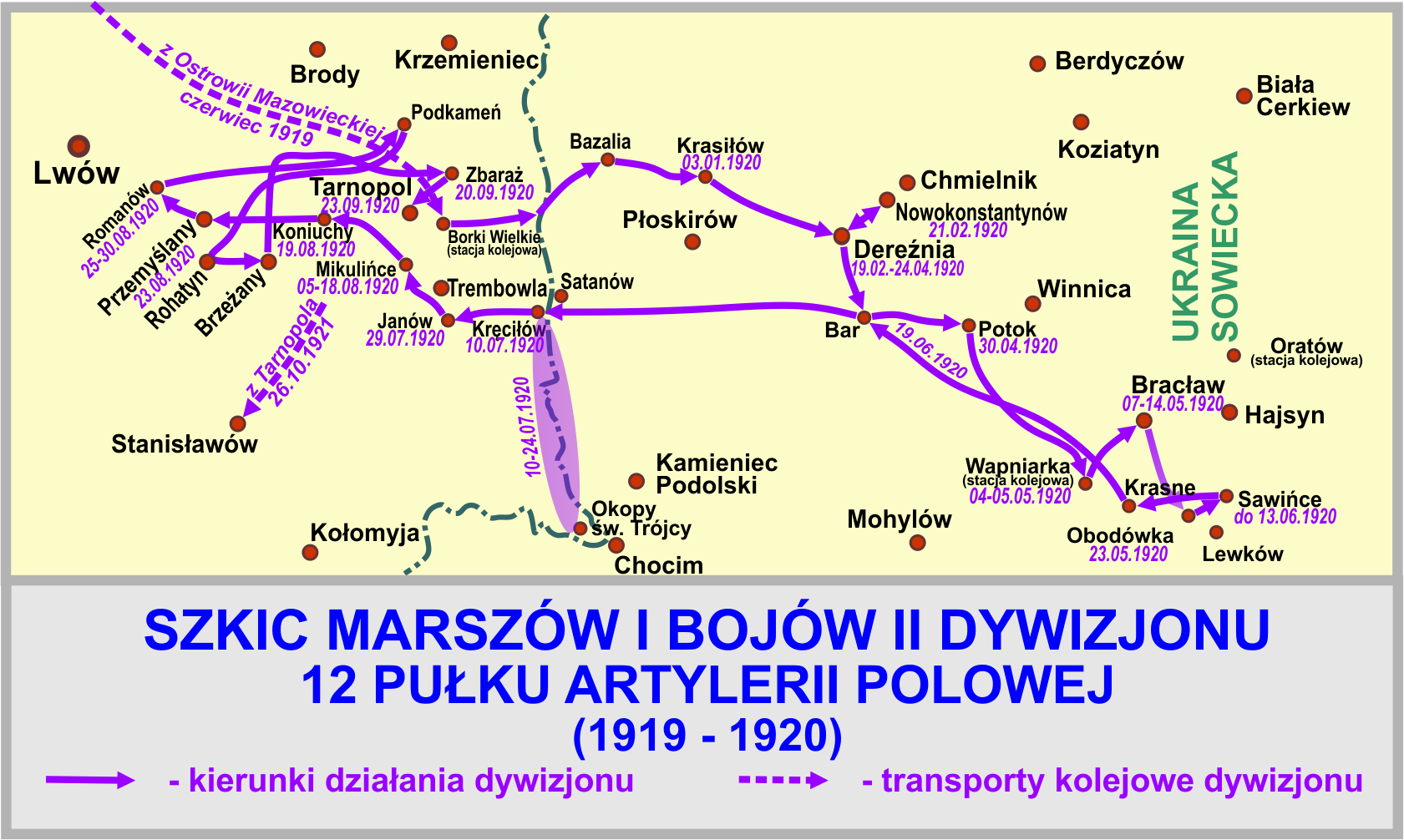
Dywizjon współtworzył pułk (1921)

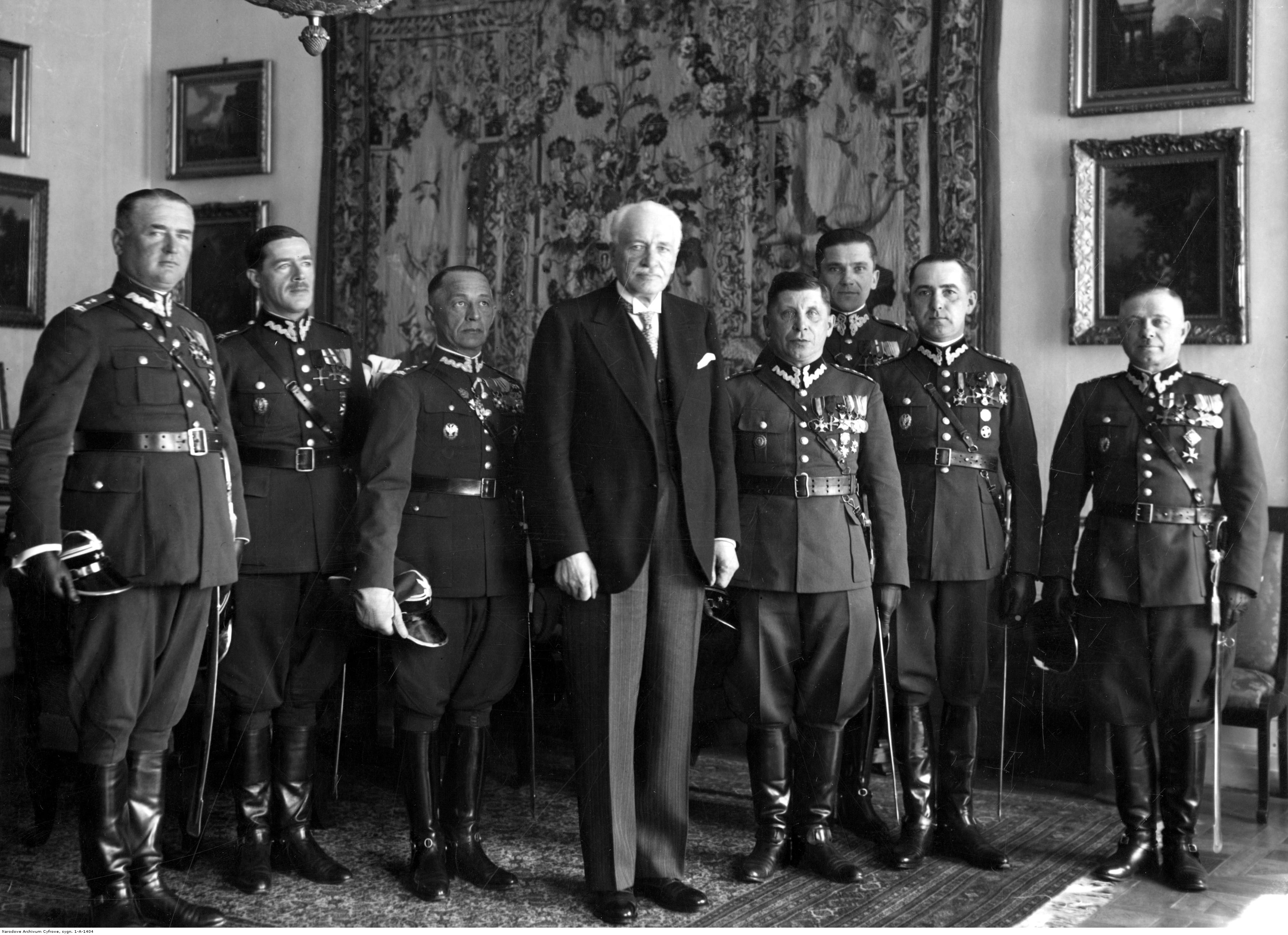
Wręczenie prezydentowi RP Ignacemu Mościckiemu odznak pułkowych artylerii 10 kwietnia 1935; d-ca 11 pal ppłk Rudolf Jagielski pierwszy z prawej

11 pap zajmował koszary przy ulicy Bilińskiego oraz baraki przy ulicy Zosina Wola. W skład każdego z dywizjonów wchodziły trzy baterie, a każda z nich uzbrojona była w cztery 75 mm armaty. 3 grudnia 1921 przystąpiono do formowania III dywizjonu. Utworzono dowództwo dywizjonu, a I i II dywizjony wydzieliły ze swego składu po jednej baterii. Po przeprowadzonej reorganizacji pułk liczył trzy dywizjony po dwie baterie (2, 3, 5, 6, 7, i 8). W 1922 roku I dywizjon dyslokowany został do Kołomyi.
11 pap był organiczną jednostką artylerii 11 Karpackiej Dywizji Piechoty. Od 1929 roku pod względem kontroli stanu wyszkolenia oraz w czasie szkoły ognia podlegał także dowódcy 6 Grupy Artylerii we Lwowie.
19 maja 1927 roku minister spraw wojskowych marszałek Polski Józef Piłsudski ustalił i zatwierdził dzień 2 czerwca, jako datę święta pułkowego. Pułk obchodził swoje święto w rocznicę bitwy pod Obodówką w roku 1920, w której wyróżniła się bohaterstwem 6 bateria.
31 grudnia 1931 roku na podstawie rozkazu B. Og. Org. 1120-18 Org. Ministra Spraw Wojskowych marszałka Polski Józefa Piłsudskiego 11 pap został przemianowany na 11 pułk artylerii lekkiej.
26 sierpnia 1935 Minister Spraw Wojskowych nadał koszarom pułku przy ulicy Bilińskiego nazwę „Koszary im. Generała Józefa Bema”.
Jedna z baterii pułku brała udział w akcji na Zaolziu. Ostatnią honorową baterią pułku była 5 bateria.
| Obsada personalna i struktura organizacyjna w marcu 1939 | Obsada personalna i struktura organizacyjna w marcu 1939 |
| -------------------------------------------------------- | -------------------------------------------------------- |
| dowódca pułku                                            | płk art. Władysław Gruiński                              |
| I zastępca dowódcy pułku                                 | ppłk art. Czesław Obtułowicz                             |
| adiutant                                                 | kpt. adm. (art.) Marian Bolesław Siewiński               |
| naczelny lekarz medycyny                                 | kpt. lek. Bohdan Paszko                                  |
| starszy lekarz weterynarii                               | mjr lek. wet. Karol II Lang                              |
| oficer zwiadowczy                                        | kpt. art. Tadeusz Bronisław Bommer                       |
| II zastępca dowódcy pułku (kwatermistrz)                 | mjr art. Kazimierz Władysław Lorenz                      |
| oficer mobilizacyjny                                     | kpt. adm. (art.) Leonard Ferdynand Małaszyński           |
| zastępca oficera mobilizacyjnego                         | kpt. art. Jan Kwaśnica                                   |
| oficer administracyjno-materiałowy                       | kpt. art. Jan Czesław Pietrzak                           |
| oficer gospodarczy                                       | por. int. Euzebiusz Lucjan Gaszczon                      |
| oficer żywnościowy                                       | chor. Jan Nowaczyk                                       |
| dowódca plutonu łączności                                | kpt. art. Karol Dukowicz                                 |

## 11 Karpacki pal w kampanii wrześniowej

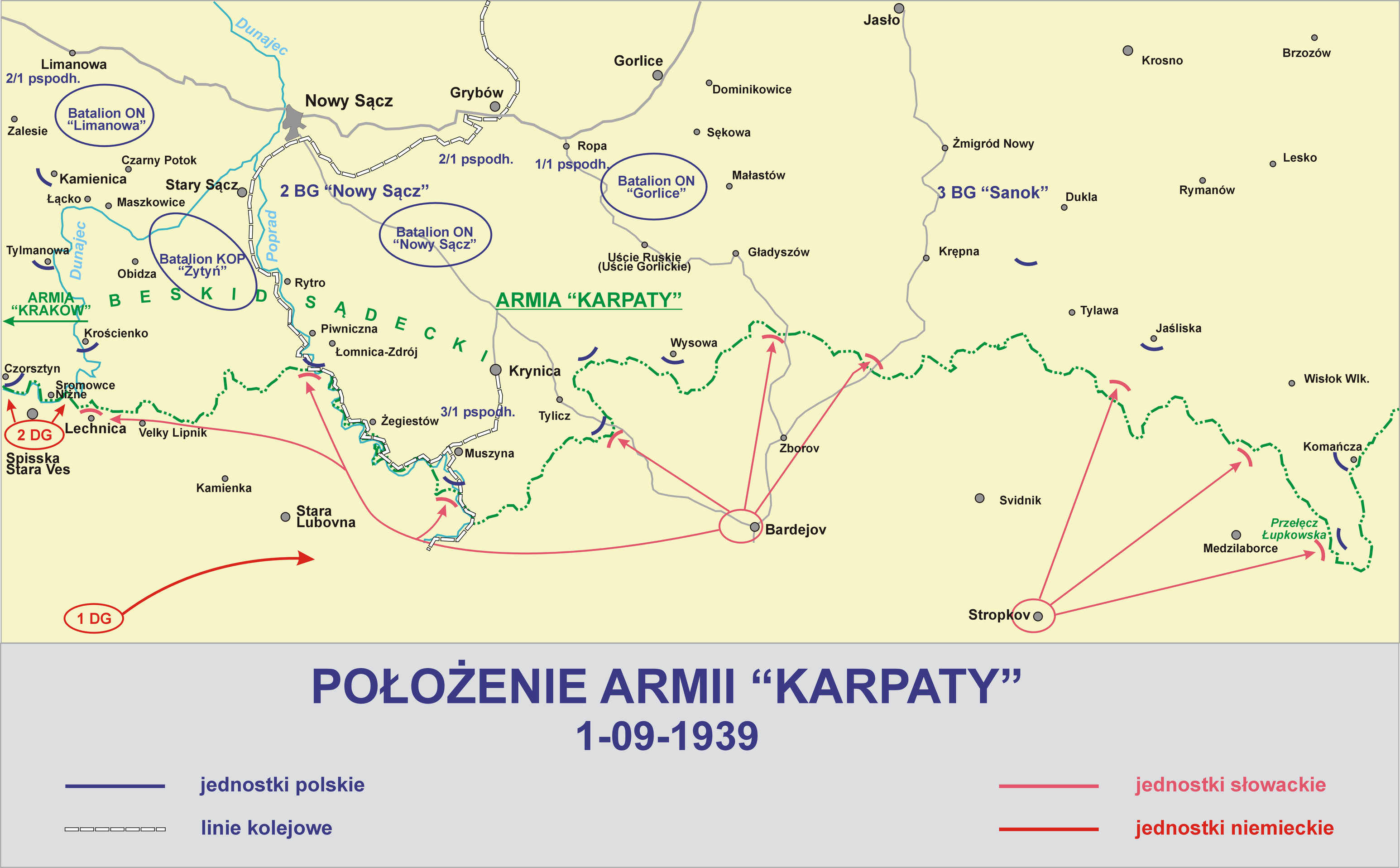
Pułk walczył w składzie armii od 5 września 1939

W kampanii wrześniowej pułk wziął udział w składzie 11 Karpackiej Dywizji Piechoty w Armii „Karpaty”.

### Mobilizacja
11 Karpacki pułk artylerii lekkiej został zmobilizowany w sposób mieszany. W ramach mobilizacji alarmowej w czasie A+30 została zmobilizowana w Kołomyi 1 bateria armat wraz z plutonem kolumny amunicyjnej dywizjonu. W ramach I rzutu mobilizacji powszechnej zarządzonej 30 sierpnia 1939 roku z pierwszym dniem obowiązywania 31 sierpnia podjęto mobilizację pozostałych pododdziałów pułku w terminie od 3 do 5 dnia jej trwania. Dodatkowo zmobilizowano dywizyjne: pluton parkowy uzbrojenia nr 602, kolumnę taborową nr 612 i warsztat taborowy nr 609 w terminie od 5 do 6 dnia. W II rzucie mobilizacji powszechnej sformowano baterię marszową 1/11 pal. W trakcie mobilizacji do pułku wcielono znaczną liczbę starszych rezerwistów, którzy odbywali służbę w okresie Wielkiej Wojny Światowej i wojny polsko-bolszewickiej, a także duży odsetek mniejszości narodowych. III dywizjon mobilizowany był w folwarku Wołczyniec koło Stanisławowa, a II dywizjon w pobliskich wsiach koło Stanisławowa. Pluton topograficzno-ogniowych w koszarach. Pododdziały pułku wyruszały z 4 jednostkami ognia, zamiast 6. Zabrakło pistoletów, była zbyt mała liczba rakiet sygnalizacyjnych i oświetlających. Nastąpił niedobór koni artyleryjskich, natomiast większość była typu taborowego, wozy i uprzęże z poboru były słabej jakości. Sukcesywnie zgodnie z harmonogramem pododdziały kończyły mobilizację. Jako pierwsze w dniu 2 września na stacji kolejowej koło Jezupola załadowano do transportów kolejowych w Stanisławowie rano dowództwo III/11 pal. Następnie w południe 7 baterię haubic, po południu 8 baterię haubic, a wieczorem 9 baterię haubic. Jako pierwsza odjechała na zachód ze Stanisławowa bateria 7/11 pal, a z Kołomyi 1 bateria armat i wkrótce 2 bateria armat. 3 września ze Stanisławowa odjechał II dywizjon armat, nocą 3/4 września dowództwo 11 pal, a 4 września z Kołomyi opóźniony transport z 3 baterią armat.

### Działania bojowe 11 Karpackiego pal
Transporty 11 Karpackiego pułku artylerii lekkiej przemieszczały się trasą Lwów, Przemyśl, Jarosław, Rzeszów, Tarnów do Bochni. Do miejsca przeznaczenia transporty zaczęły docierać z opóźnieniem z uwagi na zniszczenia infrastruktury kolejowej przez naloty lotnictwa niemieckiego. W nocy 2/3 września do Bochni dotarła 7/11 pal, w nocy 3/4 września dojechało dowództwo I/11 pal i dwie baterie tego dywizjonu 1/11 pal i 2/11 pal. Po wyładowaniu baterie niezwłocznie przydzielono do trzech przybyłych w tym samym czasie czołowych batalionów 11 Karpackiej Dywizji Piechoty. Z uwagi na groźbę podejścia wojsk niemieckich dowództwo Armii „Kraków” nakazało zająć obronę rejonu wyładowczego 11 KDP. 7/11 pal wraz z batalionem I/53 pułku piechoty zajęła rejon miejscowości Stradomka, 1/11 pal wraz z batalionem I/48 pułku piechoty w okolicy Pogwizdowa, a 2/11 pal wraz z II/49 pułku piechoty Wiśnicza Nowego. Z uwagi na zmianę podporządkowania 11 KDP na Armię "Karpaty" zmieniono jej rejon wyładowania i koncentracji na północ od Jasła nad rzeką Wisłoką. Dowódca 11 KDP płk dypl. Bronisław Prugar-Ketling, próbował bezskutecznie interweniować w sztabie Armii „Kraków” w sprawie zwrotu tych oddziałów do macierzystej dywizji. Jednak wszystkie trzy baterie z batalionami piechoty zostały podporządkowane Grupie Operacyjnej "Boruta".      

#### Działania bojowe 7/11 pal, I/11 pal (baterie 1 i 2)
W dniu 5 września baterie wraz z batalionami piechoty zajmowały stanowiska na południowych przedpolach Bochni. Z uwagi na zagrożenie szosy do Tarnowa nocą 5/6 września rozkazem gen. bryg. Mieczysława Boruty-Spiechowicza zgrupowanie z 11 KDP przesunięto w kierunku Brzeska. Przed wycofaniem się 7 bateria haubic nawiązała kontakt ogniowy z oddziałami niemieckimi ze stanowisk ogniowych w rejonie miejscowości Gdów. Po uzyskaniu zgody z Armii „Kraków” na powrót pododdziałów 11 KDP do składu dywizji, rozkaz o tym dotarł do dowództwa I dywizjonu i 7 baterii 6 września. Pododdziały te po intensywnym marszu dołączyły do pułku w rejonie miejscowości Barycz. 6 września 2 bateria armat dotarła w okolice Brzeska, tam w celu osłony odwrotu pododdziałów piechoty pozostawiono jeden z działonów. Po upływie określonego czasu działon dotarł do Żabna 7 września, gdzie nazajutrz stoczył walkę z piechotą niemiecką wspartą czołgami niszcząc jeden z nich. Następnie po odwrocie przez Leżajsk i Biłgoraj pod Aleksandrowem dołączył do macierzystej 2 baterii. 1 bateria armat przez Brzesko wycofała się do Wiśnicza. Następnie 1 i 2 baterie wycofywały się oddzielnie w kierunku Tarnowa, potem w kierunku Rzeszowa. 1/11 pal następnie poprzez Kolbuszową udała się na przeprawę przez San w Ulanowie. 2/11 pal pomaszerowała do Jarosławia weszła w skład załogi tego miasta. 11 września na postoju w Hucie Deręgowskiej 1/11 pal podporządkowała się dowództwu 6 DP. Wraz z I/6 pal 12 i 13 września 1/11 pal maszerowała przez Janów Lubelski, Frampol i Biłgoraj do miejscowości Sól. Po sforsowaniu Sanu pod Jarosławiem przez oddziały niemieckie, 2/11 pal wyruszyła również trasą przez Ulanów, Janów, Frampol i Biłgoraj. 14 września baterię 1/11 pal włączono w skład dywizjonu I/6 pułku artylerii lekkiej, również 2/11 pal podporządkowała się 6 DP. Nocą 14/15 września baterie osiągnęły miejscowość Aleksandrów. 15 września wyruszyły do Cieszanowa, po drodze piechota natknęła się na niemiecką 28. DP, 1/11 pal zajęła stanowiska ogniowe i wsparła bezskuteczne natarcie na wzg. 236,8 na zachód od wsi Podsośnina. Przed wieczorem odpierała dwa niemieckie kontrataki. W nocy 15/16 września wycofała się na północny brzeg Tanwi. 16 września przez cały dzień baterie 1 i 2 prowadziły pojedynek z artylerią niemiecką, a także na żądanie piechoty udzielały wsparcia w odpieraniu ataków niemieckiej piechoty na pozycje 6 Dywizji Piechoty. 17 września 1/11 pal zajęła stanowiska ogniowe w rejonie Majdan Niepryski-Długi Kąt i wspierała obronę piechoty zajmującej stanowiska na linii Józefów-Pardysówka. Bateria 2/11 pal zajmowała stanowiska ogniowe w pobliżu Ulowa przez cały dzień zwalczała niemiecką piechotę, broń pancerną i artylerię. W wyniku walk poniosła wysokie straty osobowe w poległych i rannych oraz w sprzęcie. W godzinach nocnych w jej stanowiska uderzyła artyleria niemiecka ześrodkowaniem ognia i po długiej nawale artyleryjskiej 2 bateria przestała istnieć. W godzinach nocnych bateria 1/11 pal wykonała marsz wraz z 12 pp jako straż przednia 6 DP przez Majdan Sopocki, Skwarki do lasu Susiec, który osiągnęła przed południem 18 września. Bateria w godzinach popołudniowych wspierała natarcie piechoty na wieś Paary, Narol i wzg. 301. Po odbiciu wszystkich punktów terenowych niemiecka artyleria zniszczyła punkt obserwacyjny 1 baterii, wśród poległych był oficer zwiadowczy ppor. rez. Aftarczuk. 19 września i noc 19/20 września bateria wraz z oddziałami 6 DP maszerowała przez Werechratę do Brusna Starego. Wobec całkowitego otoczenia dywizji  i braku amunicji do broni maszynowej i artyleryjskiej o godz.16 dnia 20 września bateria wraz z resztą wojsk skapitulowała.    

#### Działania bojowe sił głównych 11 pal

##### Od Wisłoki do Sanu
Zmiana miejsca wyładunku oddziałów i pododdziałów 11 KDP spowodowała, że transporty będące w pobliżu poprzedniego miejsca koncentracji natychmiast wyładowano. 4 września dowództwo III dywizjonu z 8 baterią haubic wyładowano za Tarnowem w miejscowościach Ciężkowicach i Bogoniowice. Z uwagi na brak dalszych rozkazów III/11 pal (bez 7 i 9 baterii) pomaszerował na wschód przez Grybów, Ołpiny na Kołaczyce, gdzie dołączył do koncentrującej się dywizji. Bateria 4/11 pal 5 września została wyładowany w rejonie Ropczyc. Dowództwo 11 pal i dywizjon II/11 pal wyładowały się w Rzeszowie i pomaszerowały w rejon Jasła, po dotarciu w rejon na postoju 6 września dołączyła do II dywizjonu 4 bateria. Z uwagi na zniszczenie torów w Dębicy 5 września wyładowała się bateria 3/11 pal. W rejonie Jasła 7 września dowódca pułku poprzez własne działania skoncentrował II/11 pal, III/11 pal (bez dwóch baterii). 11 KDP zajęła obronę wzdłuż Wisłoki, w rejonie Brzostek–Kołaczyce, 7 września III/11 pal przydzielono do obrony odcinka 48 pp od Brzostek do Kluczowa, a II/11 pal do obrony odcinka 49 pp od miejscowości Kołaczyce do Krajowice. Z uwagi, że III dywizjon dysponował tylko 8 baterią dodano mu z II dywizjonu 5 baterię. Pluton topograficzno-ogniowy założył sieć topograficzną. W rejonie Jasła niemiecką piechotę ostrzelała jedna bateria pułku. Wobec oskrzydlenia obrony dywizji nocą 7/8 września dywizja wycofała się za Wisłok, a następnie 8 września dalej na wschód w okolice Baryczy. Na zajmowane odcinki obrony przez poszczególne pułki przydzielono po jednej baterii II dywizjonu. Jeden z działonów 7 baterii, która dołączyła do pułku w Baryczy rozbił podjazd niemieckiej 4. Dywizji Lekkiej niszcząc 2 samochody pancerne i czołg lekki. Baterie II dywizjonu ostrzeliwały oskrzydlające dywizję niemieckie oddziały zmotoryzowane. 10 września w południe do pułku dołączyła bateria 3/11 pal, która przymaszerowała z rejonu Pilzna. Dowódca pułku dokonał reorganizacji dywizjonów: II składał się z 3, 4 i 6 baterii armat, a III dywizjon z 5 baterii armat, 7 i 8 baterii haubic.         
Nocą 10/11 września na rozkaz dowódcy Grupy Operacyjnej gen. Łukoskiego 11 KDP odmaszerowała do rejonu Bachórz-Laskówka-Bachórzec, w trakcie marszu III/11 pal utracił swoją kolumnę amunicyjną. 11 września w straży przedniej dywizji maszerował z 48 pp II/11 pal w kierunku Nienadowej, Babic. 12 września czołowe oddziały przekroczyły San i w rejonie Nienadowej wieczorem 48 pp ze wsparciem II/11 pal stoczył walkę z niemiecką piechotą, ostrzał i ześrodkowania ogniowe dywizjonu powstrzymały natarcie i próby forsowania Sanu przez pododdziały 2. Dywizji Górskiej. Podjęto dalszy nocny marsz, o świcie 13 września osiągając rejon Krzywczy nad Sanem. 11 KDP zajęła stanowiska obronne od Krzywczy do Krzywieckiej Woli. Dywizjon II/11 pal zajął stanowiska ogniowe w rejonie wsi Reczpol skąd wspierał 48 pp na odcinku południowym. Północny odcinek obrony wspierała bateria 3/11 pal. Artylerię ogólnego działania stanowił III/11 pal. W godzinach przedpołudniowych skoncentrowany ogień polskich baterii kierowany przez dowódcę pułku rozbił kolumnę zmotoryzowaną niemieckiej 7. DP, która jechała doliną Sanu. Kontrakcja artylerii niemieckiej kierowana z samolotu doprowadziła do strat na stanowiskach ogniowych baterii, punktach obserwacyjnych i porwaniu kabli łączności telefonicznej, pułk poniósł straty osobowe. Po godz.14 baterie pułku prowadziły ostrzał niemieckiego natarcia w kierunku Krzywczy. Po godz. 16 baterie ostrzeliwały próby sforsowania rzeki San przez piechotę niemiecką. Pozycje 11 pal atakowało ostrzeliwała artyleria i dodatkowo lotnictwo niemieckie. W trakcie dalszych walk niemiecka piechota po sforsowaniu Sanu uderzyła w kierunku stanowisk 5 baterii, ostrzał armat na wprost i ogień lkm powstrzymał niemieckie natarcie, a kontratak odwodów piechoty i dalszy ostrzał armat 5 baterii odrzucił niemiecką piechotę za rzekę. Baterie II i III dywizjonu prowadziły walkę ogniową z niemiecką artylerią, aż do zmroku. Nocą 13/14 września dywizjony II/11 pal z 48 pp, a III/11 pal z 53 pp pomaszerowały do Przemyśla. W trakcie marszu 6 km przed Przemyślem w Łętowni czołowy batalion 49 pp wsparty ogniem strzelającej na wprost baterii armat, w nocnym boju otworzył drogę kolumnie dywizji. Po odpoczynku i uzupełnieniu żywności 14 września pułk pomaszerował przez Medykę do Mościsk. W Szechinie uzupełniono amunicję artyleryjską z transportu kolejowego. Wkrótce po pobraniu amunicji na skutek ataku lotnictwa rany odniósł por. Worwa, poległ kanonier i utracono 2 konie. W Przemyślu pozostawiono z batalionem II/53 pp, baterię 4/11 pal do czasowego wsparcia obrony miasta. Dzięki wsparciu 4 baterii armat, piechota odparła trzy natarcia niemieckiego 62 pp z 7. DP. 4 bateria wymaszerowała z Przemyśla nocą 14/15 września. W trakcie wymarszu ciężką kontuzję odniósł kpt. Dembiński, dowództwo objął ppor. rez. M. Pawłowicz. Dywizjony w trakcie marszu w rejonie Medyki były atakowane przez lotnictwo niemieckie. Straty II/11 pal to kilkunastu żołnierzy i ok. 80 koni, straty III/11 pal to poległy ppor. rez. T. Witowski, 4 telefonistów, 7 rannych i 12 zaginionych oraz 27 koni i kilka wozów.         

##### Przebijanie się do Lwowa
Po kilkugodzinnym odpoczynku zgodnie z rozkazami dowódcy Frontu Południowego dywizja podjęła dalszy odwrót nocny w dwóch kolumnach; III/11 pal z 48 pp i 49 pp do Sądowej Wiszni, a II/11 pal z 53 pp do Wojkowic. Z uwagi na zajęcie przez niemiecką piechotę Sądowej Wiszni, haubice III dywizjonu ogniem na wprost wsparły natarcie 49  pp, który ją zdobył. II dywizjon był atakowany przez lotnictwo niemieckie, bez strat. 15 września o godz.15. II/11 pal wsparł natarcie 48 pp, a III/11 pal 49 pp, które w ciężkich walkach zdobyły wsie Ożomla, Szumlaki i częściowo Nowosiółki oraz las koło Ożomli. Po godz.18 przystąpiły do dalszego natarcia w kierunku Mużyłowic 49 pp, a 48 ppw kierunku Rogózieńskiej Woli i Czerczyk. Piechota zaatakowała przebywające w Mużyłowicach i sąsiednich wsiach pododdziały niemieckiego pułku zmot. SS „Germania” i wspierających go oddziałów, rozbijając napotkane pododdziały. Artyleria sporadycznie wspierała przebieg walk. Na maszerującą 5 baterię z mgły wyjechały uciekające samochody pancerne, jeden z nich został zniszczony ogniem na wprost. 6 bateria na żądanie piechoty wsparła ogniem pośrednim walczącą piechotę. Żołnierze maszerujących baterii toczyli potyczki z niemieckimi rozbitkami i patrolami. 16 września większość pułku wykonała marsz za czołowymi oddziałami piechoty, maszerująca w drugim rzucie natarcia 3 bateria wsparła batalion III/53 pp podczas natarcia na odbitą w międzyczasie przez oddział niemiecki wieś Czarnokońce. Po zdobyciu wsi zniszczono zdobyty w niej niemiecki sprzęt i uzbrojenie. Po dotarciu do skraju lasów Janowskich dywizja przeszła do obrony. Odcinek 48 pp wsparł II/11 pal i 3/11 pal, a odcinek 49 pp wsparł III/11 pal. Podczas domarszu do lasów janowskich maszerujące baterie były atakowane przez lotnictwo niemieckie i ostrzeliwane przez artylerię. Na stanowiska nie dotarły dwa działony 7 baterii haubic. 17 września niemieckie lotnictwo zaatakowało stanowiska artylerii, w 7 baterii poległ ppor. rez. E. Wójcik oraz kilkunastu podoficerów i kilkudziesięciu kanonierów. Obsługa lkm 5 baterii zestrzeliła samolot niemiecki. Na stanowiska 11 KDP wyszło pod Nowym Jazłowcem i Szkłem natarcie niemieckiej 7. DP. Skoncentrowany ogień baterii 11 pal i 11 dac dopomógł piechocie w odparciu natarcia niemieckiego. Ponownie o godz.10 wyszło natarcie niemieckiej piechoty wspartej wozami pancernym na batalion III/48 pp, w ogniu artylerii zniszczono 3 niemieckie samochody pancerne, a natarcie odparto. Za odmowę wykonania rozkazu dowódcy dywizjonu został zdjęty z dowodzenia dowódca 7 baterii haubic. Po odparciu niemieckiego natarcia, na skutek silnego ostrzału niemieckiej artylerii, baterie zmuszone zostały do wycofania się na zapasowe stanowiska ogniowe. O godz.12.45 baterie wspierały odparcie ataków niemieckiej 7 DP na linie 11 KDP. Polska i niemiecka artyleria toczyła przez cały czas pojedynek ogniowy. Trzecie natarcie niemieckiej 7 DP dotarło do stanowisk 5 i 6 baterii, zostało odparte ogniem na wprost armat i lkm obu baterii. Podobny przebieg miało wtargnięcie do lasu na stanowiska 8 baterii niemieckiego natarcia, odparto je ostrzałem z kartaczy i lkm oraz kontratakiem kompanii z 49 pp.         
Od zmroku dywizja rozpoczęła wycofanie piechoty, a następnie baterii 11 pal z zajmowanych stanowisk w kierunku Brzuchowic. II/ 11 pal pomaszerował za 48 pp po trasie Zabłota, Lelechówka, a III/11 pal za 49 pp po trasie Grabnik, Budy, Lelechówka. Zlikwidowano większość taborów. Z uwagi na zajęcie wschodniego wylotu lasów janowskich przez niemiecką piechotę, przez pozycję niemieckie przebił się 49 pp, natomiast po dwukrotnym nocnym ataku w lesie jako piechota drogę otworzyli dla baterii sami artylerzyści. Tej nocy zdezerterowała większość żołnierzy pochodzenia ukraińskiego zabierając: żywność, amunicję i bagaże oficerskie. Byli to głównie jezdni i taboryci. Nad ranem 18 września doszło do ataków dywersantów na maszerujące pododdziały, w tym baterie 11 pułku, jedna poniosła duże straty osobowe. Po minięciu Lelechówki III dywizjon przeprawił się w bród przez Wereszycę, II dywizjon przeprawił się mostem w Janowie. Baterie 11 pal pomaszerowały w kierunku Łoziny i Borek Dominikańskich. Tego dnia ok. godz. 12 znajdujący się w marszu III dywizjon liczący 6 haubic, został zaatakowany z zasadzki przez niemiecki pododdział pancerno-motorowy. W walce podczas strzelania ogniem na wprost zniszczono gniazda karabinów maszynowych, samochody niemieckie i samochód pancerny. Utracono dwie haubice, wysadzone po wyczerpaniu amunicji przez obsługi i jeden działon, który dostał się do niewoli. 18 września wieczorem dywizjony dotarły do Brzuchowic.

##### Na przedpolach Lwowa

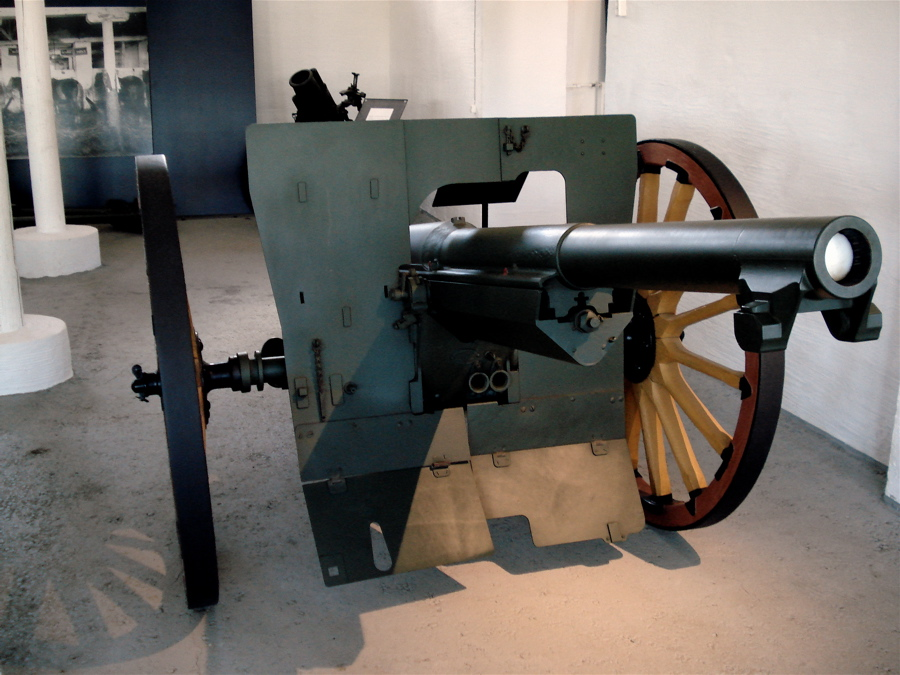
Armata 75 mm wz. 1897

Dokonano kolejnej reorganizacji pułku: II/11 pal składał się z 3, 4 i 6 baterii armat, III/11 pal składał się z 5 baterii armat, 7 baterii (zbiorczej) haubic oraz 2 baterii haubic 155 mm 11 dywizjonu artylerii ciężkiej. Dowodzenie 4 baterią objął ppor. J. Schodowski. W bateriach były duże 60% ubytki żołnierzy i 50% w koniach, wymagało to większego wysiłku od ludzi i zwierząt. Zebrano z wozów i przodków znalezioną amunicję uzupełniając jej stan. 19 września w Brzuchowicach skoncentrowano pozostałe działa i piechotę 11 KDP o godz. 12.30 pozostałość dywizji wyruszyła do ataku na Hołosko, piechota uderzyła bez wsparcia artylerii na nieprzyjaciela w pobliżu szosy. Z uwagi na brak rozpoznania, łączności i rozwinięcia na stanowiskach ogniowych i punktach obserwacyjnych, natarcie zostało zatrzymane. Ponownie przygotowano natarcie, w tym celu do zbiorczych batalionów mjr. Lityńskiego i ppłk. Głowackiego przydzielono po jednej baterii armat. Pozostała część pułku pod dowództwem ppłk. Obtułowicza stanowiła grupę ogólnego działania. O godz.16.00 po kilkunastominutowym przygotowaniu artyleryjskim piechota przystąpiła do natarcia, batalion ppłk. Głowackiego zaległ, natomiast batalion mjr Lityńskiego przy wsparciu 4 baterii 11 pal przełamał pierwszą linię obrony niemieckiej 1. Dywizji Górskiej. O północy szturm obu batalionów wznowiono, batalion ppłk. Głowackiego zaległ pod ogniem niemieckiej broni maszynowej i artylerii oraz pojazdów pancernych, batalion mjr Lityńskiego przebił się w rejonie Sanatorium do Lwowa. Na ten odcinek strona niemiecka ściągnęła odwody i pojazdy pancerne. W walce na punkcie obserwacyjnym 6 baterii, po odwrocie własnej piechoty poległ jej dowódca kpt. Pietrzak, a następnie ranny został zastępujący go na punkcie, oficer ogniowy ppor. Kowalewski. O godz.4.00 20 września podjęto trzecie natarcie na Hołosko wspierane przez wszystkie działa, które wytoczono na pierwszą linię. Po nawale ogniowej i to natarcie nie powiodło się, ponawiane o godz. 8 i o godz. 12.00 również nie odniosło sukcesu. Popołudniem 20 września do kontrataku przeszły niemieckie czołgi batalionu I/15 pułku czołgów i piechota 5. Dywizji Pancernej, w walce z czołgami poległ dowódca 4 baterii ppor. Schodowski wraz z działonem, który wytoczono na otwartą przestrzeń celem zniszczenia gniazda ckm, po wykonaniu zadania został zaatakowany przez czołgi z których 2 zniszczył, zanim obsługa została wybita i ranna. Od ognia dział i broni ppanc zniszczono i unieruchomiono 12 czołgów niemieckich. O godz. 18.00 w rejonie Sanatorium w Hołosku Wielkim po 15 minutowej nawale ogniowej, ponownie resztki oddziałów piechoty podjęły ostateczny szturm na niemieckie stanowiska obronne. Po przeniesieniu ognia w głąb pozycji niemieckich, artyleria 11 pal została zaatakowana od strony Rzęsny Polskiej przez niemieckie czołgi. Baterie zmieniły front ostrzału odparto niemiecki atak, bateria 5 unieruchomiła 5 czołgów, a 3 bateria następny. Po odparciu czołgów pod stanowiska baterii od strony Brzuchowic uderzyła niemiecka piechota. Z wielkim trudem atak ten odparła 3 bateria i wycofała ręcznie armaty ze strefy zagrożenia. W tym czasie natarcie oddziałów piechoty przez Hołosko Wielkie do Lwowa załamało się. W bateriach 11 pal zabrakło amunicji. Na rozkaz gen. broni K. Sosnkowskiego nocą 20/21 września zniszczono resztę dział i małymi grupkami przebijano się do Lwowa. W trakcie przedzierania dostał się w ręce sowieckie mjr Lorenz dowódca II dywizjonu i został na miejscu rozstrzelany. Wśród nielicznych żołnierzy do Lwowa przedarli się ppłk Obtułowicz i mjr Ostrowicz dowódca III dywizjonu. 21 września część przedzierających się dostała się do niewoli sowieckiej, a część do niewoli niemieckiej.          

##### Działania i walki baterii 9/11 pal
Jednym z ostatnich transportów ze Stanisławowa odjechała w kierunku frontu 9 bateria haubic. W trakcie jazdy transport kolejowy z baterią został zbombardowany przez niemieckie lotnictwo, co uniemożliwiło dalszą jazdę. Bateria po wyładowaniu się z transportu dotarła do Jarosławia i weszła w skład Grupy „Jarosław” ppłk. Jana Wójcika. 9 września bateria 9/11 pal zajęła stanowiska ogniowe. 10 września na Jarosław wykonały natarcie pododdziały niemieckiej 2 Dywizji Pancernej i 4 Dywizji Lekkiej, dzięki wsparciu baterii natarcie zostało odparte. Do wieczora 10 września bateria ostrzeliwała wykryte cele. 11 września o godz.11.00 po kilkugodzinnym ostrzeliwaniu pozycji polskich przez artylerię niemiecką na stanowiska Grupy "Jarosław" uderzyła niemiecka 2. DPanc., po przełamaniu pozycji obrońców, oddziały niemieckie zagroziły stanowiskom 9 baterii.  Na rozkaz ppłk. Wójcika Grupa „Jarosław” wycofała się, rozkazu nie otrzymał kpt. Szpilczyński i oddzielnie wycofał baterię haubic. Następnie bateria 9/11 pal pomaszerowała samotnie na wschód. Prawdopodobnie 11 września na postoju została rozbita przez niemieckie czołgi. Resztki baterii wycofały się na wschód i dostały się do niewoli sowieckiej.            

### Oddział Zbierania Nadwyżek 11 pal

#### W obronie Lwowa
Po zakończeniu I rzutu mobilizacji powszechnej w koszarach w Stanisławowie zebrano wszystkich rezerwistów i pozostałą kadrę zawodową z koszar w Kołomyi. Dowództwo nad nadwyżkami objął kpt. Jan Kwaśnica. Natychmiast przystąpiono do formowania baterii marszowej 1/11 pal, której dowództwo objął por. Leon Prejanek. Osiągnęła gotowość marszową 8 września. Razem w OZN 11 pal zebrano ponad 600 oficerów, podoficerów i kanonierów, 120 koni z poboru i 3 szkolne armaty 75 mm wz. 1897. 9 września bateria marszowa 1/11 pal OZN 11 pal wraz z 3 armatami transportem kolejowym udała się do Lwowa, gdzie na stacji kolejowej Persenkówka wyładowano transport i całość skierowano do koszar 5 pal przy ul. Kleparowskiej 4 i włączono do Ośrodka Zapasowego Artylerii Lekkiej nr 6. 12 września z magazynów 5 pal pobrano 3 następne armaty szkolne kal. 75 mm i sformowano następną baterię. Bateria marszowa 11 pal i bateria z nadwyżek nowo sformowana zostały wysłane na wyloty ulic ze Lwowa i zajęły stanowiska plutonami lub pojedynczymi działonami w charakterze artylerii przeciwpancernej. 12 września przed godz.15 działon pod dowództwem ppor. Adama Panka z baterii marszowej 11 pal, strzałami na wprost z armaty odparł kolumnę zmotoryzowaną 1. DG przy ul. Gródeckiej, niszcząc jej pojazdy i zadając straty strzelcom górskim. Po otrzymaniu posiłków oddziały niemieckie ponowiły natarcie, lecz zostały odparte przez wspierającą pododdziały policji i piechoty baterię marszową 11 pal por. L. Prejanka. W trakcie całodniowych walk poległo 7 kanonierów, a por. Prejanek i ppor. Panek zostali ranni. 13 września natarcie oddziałów niemieckiej 1. DG skierowało się ul. Gródecką w głąb miasta i na wzg. 374 „Kortumowa Góra” broniąca ogniem na wprost tego terenu wraz z piechotą bateria marszowa 11 pal poniosła ciężkie straty. Poległ ppor. Panek i w rejonie wzg. 374 utracono dwie armaty z obsługami zdobyte lub zniszczone przez strzelców górskich. Sformowana z nadwyżek 11 pal w OZAL nr 5 bateria armat walczyła jako artyleria ppanc lub jako artyleria towarzysząca, na odcinkach północnym i zachodnim. Żołnierze 11 pal zgromadzeni w ośrodku zapasowym uzupełniali ubytki w pododdziałach artylerii załogi Lwowa np. 33 pal, 42, 52 i 62 dal oraz bateriach artylerii wystawionych przez OZAL nr 6. Dowódcy i żołnierze 11 pal uczestniczący w obronie Lwowa dostali się do niewoli sowieckiej 22 września po kapitulacji załogi.    

#### W obronie „Przedmościa Rumuńskiego”
W koszarach w Stanisławowie po wyjeździe do Lwowa OZN 11 pal pozostał pododdział wartowniczy i dołączyła grupa rezerwistów, których stawiennictwo opóźniło się z różnych przyczyn lub rozbitkowie. W dniu 16 września do Stanisławowa dotarł transport kolejowy z 14 armatami kal. 75 mm i 2 armatami górskimi kal. 65 mm, z braku wystarczającej liczby ludzi, uprzęży, jaszczy i przodków sformowano tylko jeden pododdział. "Samodzielny pluton baterii marszowej 11 pal". Na wyposażeniu jego znalazły się: 2 armaty górskie 65 mm wz.1906 z 240 pociskami, 324 zapalnikami i 100 granatów ręcznych. Dysponował 24 końmi typu AL, 10 biedkami, 10 siodłami i 2 wozami taborowymi. 17 września wieczorem po uzyskaniu informacji o wkroczeniu wojsk sowieckich pluton wycofał się ze Stanisławowa i marszem pieszym pomaszerował ku granicy węgierskiej, którą przekroczył na Przełęczy Wyszkowskiej 19 września 1939 roku.   
Za kampanię wrześniową 1939 pułk został odznaczony orderem Virtuti Militari.
Ze zgrupowania resztek pułku w Brzuchowicach i po boju o Hołosko część artylerzystów trafiła do niewoli niemieckiej, część została ogarnięta przez sowietów (odnalezieni na listach katyńskich). Niektórzy po licznych perypetiach przedostali się na Zachód, gdzie kontynuowali walkę z Niemcami. M.in. ppłk Obtułowicz dowodził 6 pal-em w 2 Korpusie, a kpt. Korabiowski w 1940 roku dowodził 4 baterią Warszawskiego pułku artylerii lekkiej w 2 DSP we Francji.
| Struktura organizacyjna i obsada personalna we wrześniu 1939 | Struktura organizacyjna i obsada personalna we wrześniu 1939 | Struktura organizacyjna i obsada personalna we wrześniu 1939 |
| Stanowisko                                                   | Stopień, imię i nazwisko                                     | Uwagi                                                        |
| Dowództwo                                                    | Dowództwo                                                    | Dowództwo                                                    |
| ------------------------------------------------------------ | ------------------------------------------------------------ | ------------------------------------------------------------ |
| dowódca pułku                                                | ppłk art. Czesław Obtułowicz                                 |                                                              |
| adiutant                                                     | kpt. Stanisław I Stańkowski                                  |                                                              |
| oficer łączności                                             | ppor. Józef Schodowski †20 IX 1939 Hołosko                   |                                                              |
| oficer zwiadowczy                                            | ppor. Janusz Wodziński                                       |                                                              |
| oficer obserwacyjny                                          | ppor. Jan Franciszek Rękawek                                 | do 14 IX                                                     |
| oficer broni                                                 | ppor. Tadeusz Henryk Wizmur                                  |                                                              |
| dowódca plutonu topogr.-ogn.                                 | por. Marian Ferdynand Worwa                                  |                                                              |
| I dywizjon                                                   |                                                              |                                                              |
| dowódca dywizjonu                                            | mjr Michał Romanowski                                        |                                                              |
| adiutant dywizjonu                                           | NN                                                           |                                                              |
| oficer zwiadowczy                                            | NN                                                           |                                                              |
| oficer obserwacyjny                                          | NN                                                           |                                                              |
| oficer łączności                                             | NN                                                           |                                                              |
| dowódca kolumny amunicyjnej                                  | NN                                                           |                                                              |
| dowódca 1 baterii                                            | kpt. Kazimierz Jan Siekierski                                | †1940 Charków                                                |
| oficer zwiadowczy                                            | ppor. rez. Kazimierz Aftarczuk                               |                                                              |
| oficer ogniowy                                               | NN                                                           |                                                              |
| dowódca 2 baterii                                            | por. Eugeniusz Walczak                                       |                                                              |
| oficer zwiadowczy                                            | ppor. rez. Kazimierz Migocki                                 |                                                              |
| oficer ogniowy                                               | por. rez. Michał Witoski                                     |                                                              |
| dowódca 3 baterii                                            | por. Edward Makowski                                         | †1940 Charków                                                |
| oficer zwiadowczy                                            | ppor. Jan Rogala                                             |                                                              |
| oficer ogniowy                                               | ppor. rez. Jerzy Turynowski                                  |                                                              |
| II dywizjon                                                  |                                                              |                                                              |
| dowódca II dywizjonu                                         | mjr Kazimierz Władysław Lorenz                               | †21 IX Stawki                                                |
| adiutant dywizjonu                                           | por. rez. Alojzy Cekiera                                     |                                                              |
| oficer zwiadowczy                                            | por. Mieczysław Piątkowski                                   |                                                              |
| oficer obserwacyjny                                          | ppor. rez. mgr Stanisław Wall                                |                                                              |
| oficer łączności                                             | NN                                                           |                                                              |
| dowódca kolumny amunicyjnej                                  | ppor. rez. inż. Kazimierz Dębowski                           |                                                              |
| dowódca 4 baterii                                            | kpt. Józef Dembiński                                         | kontuzjowany †IX 39 szpital w Przemyślu                      |
| dowódca 4 baterii                                            | ppor. rez. Marian Pawłowicz                                  | od 14 IX                                                     |
| dowódca 4 baterii                                            | ppor. Józef Schodowski                                       | od 18 IX                                                     |
| oficer zwiadowczy                                            | ppor. rez. Marian Pawłowicz                                  |                                                              |
| oficer ogniowy                                               | ppor. rez. Józef Diakow                                      |                                                              |
| dowódca 5 baterii                                            | kpt. Józef Jan Korabiowski                                   |                                                              |
| oficer zwiadowczy                                            | ppor. rez. Antoni Kałmuczak                                  |                                                              |
| oficer ogniowy                                               | ppor. kontr. Jan Trzciński                                   |                                                              |
| dowódca 6 baterii                                            | kpt. Jan Pietrzak                                            | †19 IX Hołosko                                               |
| oficer zwiadowczy                                            | ppor. rez. Zygmunt Daniel                                    |                                                              |
| oficer ogniowy                                               | ppor. Franciszek Kowalewski                                  |                                                              |
| III dywizjon                                                 |                                                              |                                                              |
| dowódca III dywizjonu                                        | mjr Tadeusz Ostrowicz                                        |                                                              |
| adiutant dywizjonu                                           | ppor. Jan Barański                                           |                                                              |
| oficer zwiadowczy                                            | por. rez. Andrzej Świątkowski                                | do 14 IX                                                     |
| oficer zwiadowczy                                            | ppor. Jan Franciszek Rękawek                                 |                                                              |
| oficer obserwacyjny                                          | ppor. rez. Tadeusz Witowski                                  |                                                              |
| oficer łączności                                             | por. rez. Zdzisław Ratyński                                  |                                                              |
| dowódca kolumny amunicyjnej                                  | NN                                                           | do 11 IX                                                     |
| dowódca kolumny amunicyjnej                                  | por. rez. Andrzej Świątkowski                                | od 14 IX                                                     |
| dowódca 7 baterii                                            | kpt. Sergiusz Hałaniewicz                                    | 17 IX ranny, w niewoli                                       |
| dowódca 7 baterii                                            | ppor. rez. Tadeusz Łastowski                                 |                                                              |
| oficer zwiadowczy                                            | ppor. rez. Euzebiusz Wójcik                                  |                                                              |
| oficer ogniowy                                               | ppor. rez. Tadeusz Łasłowski                                 |                                                              |
| dowódca 8 baterii                                            | kpt. Tadeusz Bronisław Bommer                                |                                                              |
| oficer zwiadowczy                                            | ogn. pchor. Józef Czwordon                                   |                                                              |
| oficer ogniowy                                               | ppor. rez. Jan Pioterek                                      |                                                              |
| dowódca 9 baterii                                            | kpt. Adam Szpilczyński                                       |                                                              |
| oficer zwiadowczy                                            | ppor. Stanisław Śliwiński                                    |                                                              |
| oficer ogniowy                                               | por. Wiktor Wojciechowski                                    |                                                              |

Po zakończeniu mobilizacji w garnizonie pozostał Oddział Zbierania Nadwyżek pod dowództwem kpt. Jana Kwaśnicy (†1940 Charków).

## Symbole pułku

### Sztandar
27 listopada 1937 roku Prezydent RP Ignacy Mościcki zatwierdził wzór sztandaru dla 11 pułku artylerii lekkiej.

Sztandar został wykonany zgodnie z wzorem określonym w rozporządzeniu Prezydenta Rzeczypospolitej z dnia 13 grudnia 1927 o godłach i barwach państwowych oraz o oznakach, chorągwiach i pieczęciach.
Na prawej stronie płata  znajdował się amarantowy krzyż, w środku którego wyhaftowano orła w wieńcu laurowym. Na białych polach, pomiędzy ramionami krzyża, znajdowały się cyfry 11 w wieńcach laurowych.

Na lewej stronie płata sztandarowego, pośrodku krzyża kawaleryjskiego znajdował się wieniec taki sam jak po stronie prawej, a w wieńcu trzywierszowy napis „HONOR I OJCZYZNA”. W rogach sztandaru, w mniejszych wieńcach umieszczone były na tarczach:
- w prawym górnym rogu – wizerunek Matki Boskiej Ostrobramskiej,
- w lewym górnym rogu – wizerunek św. Barbary,
- w prawym dolnym rogu – godło m. Koronowa,
- w lewym dolnym rogu – odznaka pamiątkowa artylerii konnej

Na ramionach krzyża kawalerskiego znajdowały się wyhaftowane nazwy i daty ważniejszych bitew pułku:
- na dolnym – „Bydgoszcz 8.VI.1924”,
- na lewym – „Płock 19.VIII.1920”,
- na prawym – „Antonów 1.VI.1920”[34].

22 listopada 1938, we Lwowie, gen. dyw. Tadeusz Kasprzycki wręczył dowódcy pułku sztandar ufundowany przez społeczeństwo województwa stanisławowskiego. Tego samego dnia oddział otrzymał buńczuk. We wrześniu 1939 sztandar zakopany został w okolicach Brzuchowic i nie został odnaleziony.

### Odznaka pamiątkowa
29 października 1930 roku Minister Spraw Wojskowych marszałek Polski Józef Piłsudski zatwierdził wzór i regulamin odznaki pamiątkowej 11 pułku artylerii polowej. Odznaka emaliowana w barwie zielono-czarnej. Wstążka ułożona w kwadraty imitujące linię murów obronnych z zarysem bastionów w narożnikach, otoczona wieńcem laurowym.

### Emblemat
20 lutego 1937 roku Minister Spraw Wojskowych generał dywizji Tadeusz Kasprzycki nadał 11 Dywizji Piechoty nazwę „11 Karpacka Dywizja Piechoty” oraz ustalił dla żołnierzy tej dywizji emblemat przedstawiający dwa liście dębowe z gałązką limby, przytrzymane krzyżem huculskim. Minister zezwolił na noszenie emblematów od chwili ogłoszenia rozkazu, natomiast zobowiązał do ich noszenia od 1 stycznia 1938 roku. Emblematy był noszone na kołnierzach (łapkach) kurtek i płaszczy (peleryn). Dla oficerów i chorążych emblematy były wykonane z białego metalu oksydowanego na stare srebro, natomiast dla pozostałych podoficerów i szeregowców były wytłaczane z białego matowanego metalu (blachy). Minister zezwolił podoficerom zawodowym na noszenie przy ubiorze pozasłużbowym emblematów wykonanych, jak dla oficerów.

### Specjalne części umundurowania
12 kwietnia 1937 roku Minister Spraw Wojskowych generał dywizji Tadeusz Kasprzycki wprowadził „specjalne części umundurowania” dla żołnierzy 11 Karpackiej Dywizji Piechoty w postaci pióra do czapki – rogatywki garnizonowej i peleryny typu podhalańskiego.

## Żołnierze pułku
Dowódcy pułku
- ppłk / płk art. Stanisław Sopotnicki[c] (X 1921 – VII 1928 → komendant placu Komendy Obozu Ćwiczeń Pohulanka[46])
- ppłk dypl. art. Rudolf Jagielski (VII 1928 – 4 VII 1935 → stan spoczynku z dniem 30 IX 1935)
- ppłk / płk art. Władysław Gruiński (4 VII 1935[47] – VIII 1939 → dowódca artylerii dywizyjnej 11 DP)
- ppłk art. Czesław Obtułowicz (IX 1939)

Zastępcy dowódcy pułku (od 1938 roku – I zastępca dowódcy)
- ppłk art. Eugeniusz Andrzej Dąbrowski (do IX 1924 → dowódca 7 pap[48])
- ppłk. art. Bolesław Pileski (XI 1924[49][50] – 26 IV 1928 → dowódca 18 pap)
- ppłk art. Jan Bokszczanin (26 IV 1928 – 22 III 1929 → dowódca 10 pac)
- mjr art. Mikołaj Alików (27 IV[51] – 23 XII 1929 → słuchacz WSWoj.)
- ppłk dypl. art. Czesław Szystowski (21 I 1930[52] – 1 X 1931 → dowódca 25 pal[53])
- ppłk dypl. art. Zdzisław Adamczyk (23 X 1931 – 30 IX 1934 → stan spoczynku)
- ppłk dypl. art. Andrzej Czerwiński (1 I[54] – XI 1935 → dowódca 7 dak)
- mjr / ppłk dypl. art. Włodzimierz Onacewicz (od XII 1935)
- ppłk art. Czesław Obtułowicz (do VIII 1939 → dowódca 11 pal)

### Żołnierze 11 pułku artylerii lekkiej - ofiary zbrodni katyńskiej
Biogramy ofiar zbrodni katyńskiej znajdują się między innymi w bazach udostępnionych przez Ministerstwo Kultury i Dziedzictwa Narodowego oraz Muzeum Katyńskie.
| Nazwisko i imię        | stopień                  | zawód             | miejsce pracy przed mobilizacją    | zamordowany |
| ---------------------- | ------------------------ | ----------------- | ---------------------------------- | ----------- |
| Dyńko Tadeusz          | kapitan rezerwy          |                   | Urząd Wojewódzki w Stanisławowie   | Katyń       |
| Cekiera Alojzy         | porucznik rezerwy        | urzędnik          | Urząd Celny w ?                    | Charków     |
| Fernezy Paweł          | porucznik                | żołnierz zawodowy |                                    | Charków     |
| Gawryś Czesław         | podporucznik rezerwy     | urzędnik          | Polski Monopol Tytoniowy w Kołomyi | Charków     |
| Jaeschke Leopold       | podporucznik rezerwy     |                   |                                    | Charków     |
| Jagielski Rudolf       | podpułkownik dyplomowany | żołnierz zawodowy |                                    | Charków     |
| Jaszek Stanisław       | podporucznik rezerwy     | prawnik           | Urząd Gminy Peczyniżyn             | Charków     |
| Kwaśnica Jan           | kapitan                  | żołnierz zawodowy |                                    | Charków     |
| Makowski Edward        | porucznik rezerwy        |                   |                                    | Charków     |
| Mastalerz Tadeusz      | porucznik rezerwy        | prawnik, mgr      | Bank Gospodarstwa Krajowego        | Charków     |
| Papierkowski Stanisław | podporucznik rezerwy     | urzędnik          |                                    | Charków     |
| Siekierski Kazimierz   | kapitan                  | żołnierz zawodowy | (e)                                | Charków     |
| Śliwiński Stanisław    | podporucznik             | nauczyciel        | szkoła w Nowej Wilejce             | Charków     |
| Weber Piotr            | podporucznik rezerwy     | inżynier leśnik   | Nadleśnictwo Niepołomice           | Charków     |
| Parada Kazimierz       | porucznik rezerwy        | student           | Politechnika Lwowska               | ULK         |
| Piątkowski Mieczysław  | porucznik                |                   |                                    | ULK         |
| Schindler Zdzisław     | podporucznik             | urzędnik          | ?                                  | ULK         |